# Taranta Project
Albums de Ludovico Einaudi
In a Time Lapse Tour
(2014) Elements
(2015)
Taranta Project est un album collaboratif du compositeur et pianiste italien Ludovico Einaudi, enregistré et publié en 2015.
Cet album est le résultat du travail d'Einaudi pour le festival italien de la région de Salento La Notte de la Taranta (it) pour lequel il a associé la musique traditionnelle de tarentelle aux sonorités turques et d'Afrique du nord.
L'association de ces styles musicaux est souligné par la critique, tout comme la variété des habillages sonores et les qualités colorées et hypnotiques de l'oeuvre,,.

## Pour piano, orchestre et percussions
Enregistrements studio des compositions et arrangements créés pour les festivals La Notte de la Taranta de 2010 et 2011, dans la région des Pouilles, réalisés au Mai Tai Studio à Milan, au Digital Records à Rome et au Chora Studi Musicali à Monteroni di Lecce,.
Sortie de l'album, le 2 juin 2015. Voir la version live de 2010 publiée en 2011, La notte della Taranta 2010.
Au piano, Ludovico Einaudi et les principaux artistes participants, dont la plupart avaient également collaboré aux concerts de 2010 et 2011.
- Rome Film Orchestra, ensemble dirigé par Michele Fedrigotti (1, 11)
- Roberto Gemma, accordéon (1 à 8, 11)
- Giulio Bianco, cornemuse (1, 5, 11), flûte (2, 4, 7, 8, 11)
- Leo Einaudi, banjo (1)
- Cafer Nazlıbaş, cajón (4), kamânche (2, 3, 9, 11)
- Oray Yay, darbouka (3, 4, 6, 9, 11)
- Alberto Fabris, live électro, synthétiseur de basses (1 à 11)
- Mercan Dede, boîte à rythmes (7, 9), samples (9), ney (9)
- Alessandro Monteduro, percussions (3, 4, 7, 8, 11)
- Marco Decimo, violoncelle (1, 2, 3, 5, 8, 11)
- Redi Hasa, violoncelle électronique (1 à 7, 9, 11)
- Antonio Leofreddi, alto (1, 2, 5, 8, 11)
- Laura Riccardi, violon (1, 2, 5, 8, 11)
- Mauro Durante, violon (2, 5), tambourin (1, 3, 4, 6, 11)
- Justin Adams, guitare électrique (2, 3, 4, 7, 11)
- Gianluca Longo, mandole (1 à 8, 10, 11)
- Ballaké Sissoko, kora (1 à 5, 7, 9, 11)
- Alessia Tondo, voix (2, 3, 8, 11, 12)
- Anna Cinza Villani, voix (2, 4, 11)
- Antonio Castrignanò, voix (6, 11), kanjira (3), tambourin (1, 2, 4 à 9, 11)
- Emanuele Licci, voix (7, 11), bouzouki (1 à 8, 11)
- Enza Pagliara, voix (3, 8, 11)
- Giancarlo Paglialunga, voix (10, 11), accompagnement (3, 7, 8, 11), tapan (2)
- Juldeh Camara, voix (4, 7), riti (2, 3, 4, 7, 11)

## Pistes
1. Introductio ad regnum tarantulae – (4:20)
2. Taranta – (4:21) (texte de Mauro Durante)
3. Fimmene – (4:17)
4. Nazzu nazzu – (5:35)
5. Choros – (5:47)
6. Core meu – (5:28) (de Antonio Castrignanò)
7. Tonio Yima / Rirolalla – (4:00)
8. Mamma la rondinella – (4:17)
9. Preludio / Nar I-Seher – (10:03)
10. Ferma zitella – (4:08)
11. Santu Paulu / Finale – (6:20)
12. Nuvole bianche – (5:39)